# Ilbirs Bischkek
Der Ilbirs Bischkek Football Club (kirgisisch Илбирс Бишкек Футбол Клубу Ilbirs Bişkek Futbol Klubu) ist ein kirgisischer Fußballverein aus der Hauptstadt Bischkek. Aktuell spielt der Verein in der ersten Liga.

## Geschichte
Der Verein wurde 2018 gegründet und startete in der ersten Liga des Landes.

## Stadion
Der Verein trägt seine Heimspiele im Futboln'yi Centr FFKR in Bischkek aus. Das Stadion hat ein Fassungsvermögen von 1000 Personen.

## Saisonplatzierung
| Saison | Liga     | Level | Platz | Kyrgyzstan Cup |
| ------ | -------- | ----- | ----- | -------------- |
| 2018   | Top Liga | 1     | 6.    | Achtelfinale   |
| 2019   | Top Liga | 1     | 6.    | Achtelfinale   |
| 2020   | Top Liga | 1     | 8.    | Viertelfinale  |
| 2021   | Top Liga | 1     | 7.    |                |
| 2022   | Top Liga | 1     | 6.    | Viertelfinale  |
| 2023   | Top Liga | 1     | 8.    | Viertelfinale  |
| 2024   | Top Liga | 1     | 6.    | Vorrunde       |

## Trainerchronik
| Trainer         | Nation      | von             | bis   |
| --------------- | ----------- | --------------- | ----- |
| Maksim Lisitsyn | Russland    | 1. März 2021    |       |
| Mirlan Eshenov  | Kirgisistan | 11. Januar 2023 | heute |